# Paectes psaliphora
Paectes psaliphora är en fjärilsart som beskrevs av George Francis Hampson 1912. Paectes psaliphora ingår i släktet Paectes och familjen nattflyn. Inga underarter finns listade i Catalogue of Life.